# تشانغ يانغ
تشانغ يانغ (بالصينية: 张扬) (و. 1967  م) هو مخرج أفلام، وكاتب سيناريو، وممثل أفلام صيني.

## التعليم
تعلم في Central Academy of Drama ‏.

## وصلات خارجية
- تشانغ يانغ على موقع IMDb (الإنجليزية)
- تشانغ يانغ على موقع ألو سيني (الفرنسية)
- تشانغ يانغ على موقع ألو سيني (الفرنسية)
- تشانغ يانغ على موقع أول موفي (الإنجليزية)
- تشانغ يانغ على موقع قاعدة بيانات الأفلام السويدية (السويدية)
- تشانغ يانغ على موقع قاعدة بيانات الفيلم (الإنجليزية)
- تشانغ يانغ على موقع كينوبويسك (الروسية)